# Volkszählung in Deutschland 2022

Logo

Die Volkszählung in Deutschland 2022 ist eine Bevölkerungs-, Gebäude- und Wohnungszählung (Zensus) mit Stand vom 15. Mai 2022 (Zensusstichtag), den die statistischen Ämter des Bundes und der Länder durchführten. Die zentralen Ergebnisse wurden am 25. Juni 2024 der Öffentlichkeit vorgestellt.

## Rahmenvorgaben der Europäischen Union
Die Europäische Union hat mit der Verordnung (EG) Nr. 763/2008 gemeinsame Regeln für die Bereitstellung umfassender Daten über die Bevölkerung und die Wohnungssituation aufgestellt. Die Mitgliedstaaten sind im Abstand von zehn Jahren, beginnend 2011, verpflichtet, der Europäischen Kommission (Eurostat) bestimmte Bevölkerungsdaten zu übermitteln, die die im Anhang der Verordnung aufgeführten demografischen, sozialen und wirtschaftlichen Merkmale von Personen, Familien und Haushalten sowie Daten über die Wohnungssituation auf nationaler, regionaler und örtlicher Ebene umfassen. Die Daten werden zur Planung und Festlegung regional-, sozial- und umweltpolitischer Maßnahmen verwendet.
Zur Durchführung der Volkszählung in der Europäischen Union 2011 hatte Deutschland das Zensusgesetz 2011 erlassen.
Der für den Stichtag 16. Mai 2021 vorgesehene Zensus wurde auf den 15. Mai 2022 verschoben. Mit der Corona-Pandemie hätten sich auch bei der Aufgabenerfüllung der Verwaltung erhebliche Einschränkungen ergeben. In den Statistischen Ämtern von Bund und Ländern habe Personal für andere Aufgaben wie die Unterstützung der Gesundheitsämter abgezogen werden müssen. Daher hätten die Vorbereitungen für den Zensus 2021 nicht wie geplant stattfinden können.

## Zensus in Deutschland
Das Statistische Bundesamt bereitet den Zensus im Benehmen mit den statistischen Ämtern der Länder organisatorisch und technisch vor. Die Statistischen Landesämter sind für die Durchführung der Erhebung verantwortlich. Die Ergebnisse des Zensus werden auf den 31. Dezember 2021 zurückgerechnet, um die Verpflichtungen für das von der EU geforderte Jahr 2021 zu erfüllen.

### Rechtsgrundlagen und Methodik
Das Volkszählungsurteil des Bundesverfassungsgerichts aus dem Jahr 1983 hat zu zahlreichen Gesetzesanpassungen im Bereich Datenschutz und der amtlichen Statistik geführt. Das Gericht erkannte, dass bei der Datenerhebung für statistische Zwecke eine enge und konkrete Zweckbindung der Daten nicht verlangt werden könne. Der Informationserhebung und Informationsverarbeitung müssten aber innerhalb des Informationssystems zum Ausgleich entsprechende Schranken gegenüberstehen.
Neben den Einwohnerzahlen sind nach den unionsrechtlichen Vorgaben auch bestimmte soziodemografische Basisdaten zur Bevölkerung, ihrer Erwerbstätigkeit und ihrer Wohnsituation statistisch zu erfassen und darzustellen. Dazu umfasst der Zensus eine Bevölkerungszählung, eine Gebäude- und Wohnungszählung, eine Haushaltebefragung auf Stichprobenbasis und Erhebungen an Anschriften mit Sonderbereichen (Gemeinschaftsunterkünfte und Wohnheime). Es werden vorhandene Verwaltungsdaten, insbesondere Melderegisterdaten genutzt sowie ergänzende Erhebungen (primärstatistische Befragungen der Bevölkerung) durchgeführt, wenn Verwaltungsdaten für bestimmte Merkmale nicht vorhanden oder aus statistischer Sicht nicht für die Auswertung geeignet sind.
Gesetzliche Grundlagen sind das Zensusvorbereitungsgesetz 2022, das den Aufbau der für die Volkszählung in Deutschland 2022 benötigten Infrastruktur regelt und das Zensusgesetz 2022 mit den Bestimmungen für die Durchführung des Zensus.
Gemäß Art. 83, Art. 84 GG haben die einzelnen Bundesländer die Einrichtung der zuständigen Erhebungsbehörden und das Erhebungsverfahren durch Landesgesetze geregelt.

### Durchführung
Die Bevölkerungszählung erfolgt vor allem durch Übermittlung von Daten der Meldebehörden an die Statistischen Landesämter (§ 5 ZensG 2022). Die Bundesagentur für Arbeit übermittelt dem Statistischen Bundesamt für Zwecke der Hochrechnung außerdem aus ihrem Datenbestand die Anzahl der sozialversicherungspflichtig Beschäftigten, geringfügig Entlohnten, als arbeitslos oder arbeitsuchend Gemeldeten und die Personen, die als Teilnehmerinnen oder Teilnehmer an Maßnahmen der aktiven Arbeitsförderung geführt werden (§ 8 ZensG 2022).
Die Gebäude- und Wohnungszählung ist eine Vollerhebung, die durch Befragungen der Eigentümer oder Verwalter durchgeführt wird (§ 9, § 10 ZensG 2022).
Außerdem erfolgt eine Befragung der Haushalte auf Stichprobenbasis (Haushaltsstichprobe). Die Haushalte werden nach einem mathematisch-statistischen Verfahren ausgewählt (§ 12 Abs. 3 ZensG 2022) und von den Erhebungsbeauftragten persönlich aufgesucht (§ 19, § 20 ZensG). Die Erhebungsmerkmale (abgefragte Daten) ergeben sich aus § 13 ZensG. Dazu zählen außer den Angaben zur Person und Haushaltsgröße auch Angaben über den Bildungsstatus und den ausgeübten Beruf.
Personen, die in Gemeinschaftsunterkünften und Wohnheimen wohnen, werden gesondert befragt (§ 17 ZensG 2022).
Das Statistische Bundesamt sichert den öffentlichen Bereich der Website zensus2022.de mit dem Content Delivery Network des US-amerikanischen Unternehmens Cloudflare ab. Der entsprechende Vertrag wurde unter Einbeziehung der Ergänzenden Vertragsbedingungen für die Beschaffung von IT-Leistungen abgeschlossen. Die Daten des privaten Bereichs (Fragebögen) seien mit einem Zertifikat des Informationstechnikzentrums Bund (ITZ Bund) Ende-zu-Ende verschlüsselt und werden „ausschließlich auf europäischen Servern verarbeitet.“ Datenschützer kritisierten einen unzureichenden Hinweis auf diese Umstände in der Datenschutzerklärung der Site. Der Bundesbeauftragte für den Datenschutz und die Informationsfreiheit überprüft die Einwände.

### Auskunftspflicht
Für die Erhebungen besteht eine gesetzliche Auskunftspflicht (§ 23 ZensG 2022, § 15 BStatG). Die Auskunftserteilung erfolgt grundsätzlich elektronisch, hilfsweise auch schriftlich per ausgefülltem Erhebungsvordruck oder mündlich bei der persönlichen Haushaltsbefragung.
Erforderlichenfalls werden die Auskunftspflichtigen durch Verwaltungsakt zur Erfüllung der Auskunftspflichten angehalten, wenn nach der standardmäßigen Übersendung von Fragebögen keine bzw. eine unvollständige Antwort erfolgt. Dieser kann im Wege der Verwaltungsvollstreckung durchgesetzt werden.
Verstöße gegen die Auskunftspflicht können als Ordnungswidrigkeit mit einer Geldbuße bis zu 5000 Euro geahndet werden (§ 23 BStatG).

### Ergebnisse
Die ersten Ergebnisse der Auswertung wurden im Sommer 2024 vorgestellt. Danach hatte die Bundesrepublik Deutschland zum Stichtag 82,7 Millionen Einwohner und damit 1,4 Millionen weniger als angenommen. Die Zahl der Wohnungen stieg seit 2011 um 2,5 auf rund 43,1 Millionen. Mieter bezahlten im Schnitt 7,28 Euro Nettokaltmiete pro Quadratmeter. 56 Prozent der Wohnungen wurden mit Gas, 19 Prozent mit Öl und 15 Prozent mit Fernwärme beheizt.